# رودريغو فارغاس
رودريغو فارغاس (بالإنجليزية: Rodrigo Vargas)‏ ، من مواليد 20 أكتوبر 1978 في سانتياغو في تشيلي ، لاعب كرة قدم تشيلي.
يلعب مع نادي ملبورن فيكتوري.

## روابط خارجية
- رودريغو فارغاس على موقع قاعدة بيانات كرة القدم.إي يو (الإنجليزية)
- رودريغو فارغاس على موقع ناشيونال فوتبول تيمز (الإنجليزية)
- رودريغو فارغاس على موقع Soccerway.com (الإنجليزية)